# Basarbovo Ridge
Basarbovo Ridge (englisch; bulgarisch Басарбовски рид Bassarbowski rid) ist ein vereister, 10,4 km langer und bis zu 1400 m hoher Gebirgskamm auf der Brabant-Insel im Palmer-Archipel westlich der Antarktischen Halbinsel. Vom Taran-Plateau im Nordwesten erstreckt er sich bis zum Bov Point im Südosten. Seine steilen Südwesthänge sind teilweise unvereist. Der Malpighi-Gletscher liegt südwestlich und der Swetowratschene-Gletscher nordöstlich von ihm.
Britische Wissenschaftler kartierten ihn 1980 und 2008. Die bulgarische Kommission für Antarktische Geographische Namen benannte es 2015 nach der Ortschaft Bassarbowo im Nordosten Bulgariens.